# 加岛企鹅
，又稱加拉帕戈斯企鵝、加島環企鵝，為環企鵝屬的企鵝，分布於南美洲外海的科隆群岛，是唯一一種分布於熱帶，乃至赤道以北的企鵝。由于受到秘鲁寒流和克伦威尔洋流的共同影响，科隆群岛的环境气温远低于赤道其他地区，这才使得企鹅可以在此生存。南非企鹅、南美企鹅和秘鲁企鹅皆其近親。加岛企鹅主要分布在科隆群岛主岛伊莎贝拉岛（Isla Isabela）西岸外的费尔南迪纳岛（Isla Fernandina）上，但群岛中的其它島嶼也有一些小型的加岛企鹅族群分佈。

## 歷史
加岛企鹅是體型第三小的企鵝，身高約49-50公分，體重約2.5-4.5公斤。牠們是唯一涉足北半球的野生企鵝，表示牠們比大部份野生企鵝生活的地方都要更北。百分之九十的加岛企鹅住在西科隆群岛的伊莎贝拉岛和费尔南迪纳岛上，其餘則居住在聖地亚哥岛、巴托洛梅島、聖克魯斯岛北部及弗洛雷安納島。